# Euastrum prescottii
Euastrum prescottii là một loài Song tinh tảo trong họ Desmidiaceae, thuộc chi Euastrum.